# آن اسپیلبرگ
آن اسپیلبرگ (انگلیسی: Anne Spielberg؛ زادهٔ ۲۵ دسامبر ۱۹۴۹) یک فیلم‌نامه‌نویس آمریکایی و خواهر کارگردان فیلم، استیون اسپیلبرگ است.